# Guiem Soldevila
Guiem Soldevila, född 12 december 1980 i Ciutadella på Menorca, är en balearisk (spansk) singer-songwriter och musiker. Efter en tidig karriär med flera lokala musikgrupper har han sedan 2008 spelat in egen musik, fram till 2020 med fyra albumproduktioner.

## Biografi

### Tidiga år
Soldevilas musikintresse började tidigt, under ungdomsåren spelade han i grupper som the Manners, Six Fusion, Lapsus och den akustiska trion Songrey. Gruppen Six Fusion vann pris som Menorcas bästa poprockgrupp.
2001 arbetade han för första gången som musikproducent, i samband med inspelningen av Maria Àngels Gornés' album Entre boires; på albumet bidrog Soldevila även med arrangemang och musiker. Senare har han även producerat för grupper som Arena (albumet Mosaic) och Sinevara (Sivaiah).
Under studietiden på musikhögskolan L'Aula de música moderna de Barcelona, i början på 00-talet, bildade han den akustiska duon Guiem Soldevila & Miquel Casal. Man genomförde konsertturnéer runt på Balearerna, men även till Katalonien och Storbritannien. Efter avslutade högskolestudier började han arbeta som musikskapare för dansföreställningar, poesiuppläsningar och olika filmprojekt. Parallellt tog han en tjänst som gitarr- och pianolärare på musikskolan i Es Mercadal på norra Menorca.

### Solokarriär
2008 inledde Guiem Soldevila sin karriär som solomusiker, via albumet Orígens – en samling med både instrumental musik och sånger. Därefter satte han samman ett turnéband och genomförde konserter på Menorca och Mallorca samt i Frankrike. Sångerna "Godotus" och "Teoria de l'absència" nominerades också till det katalanska musikpriset Premi Miquel Martí i Pol.

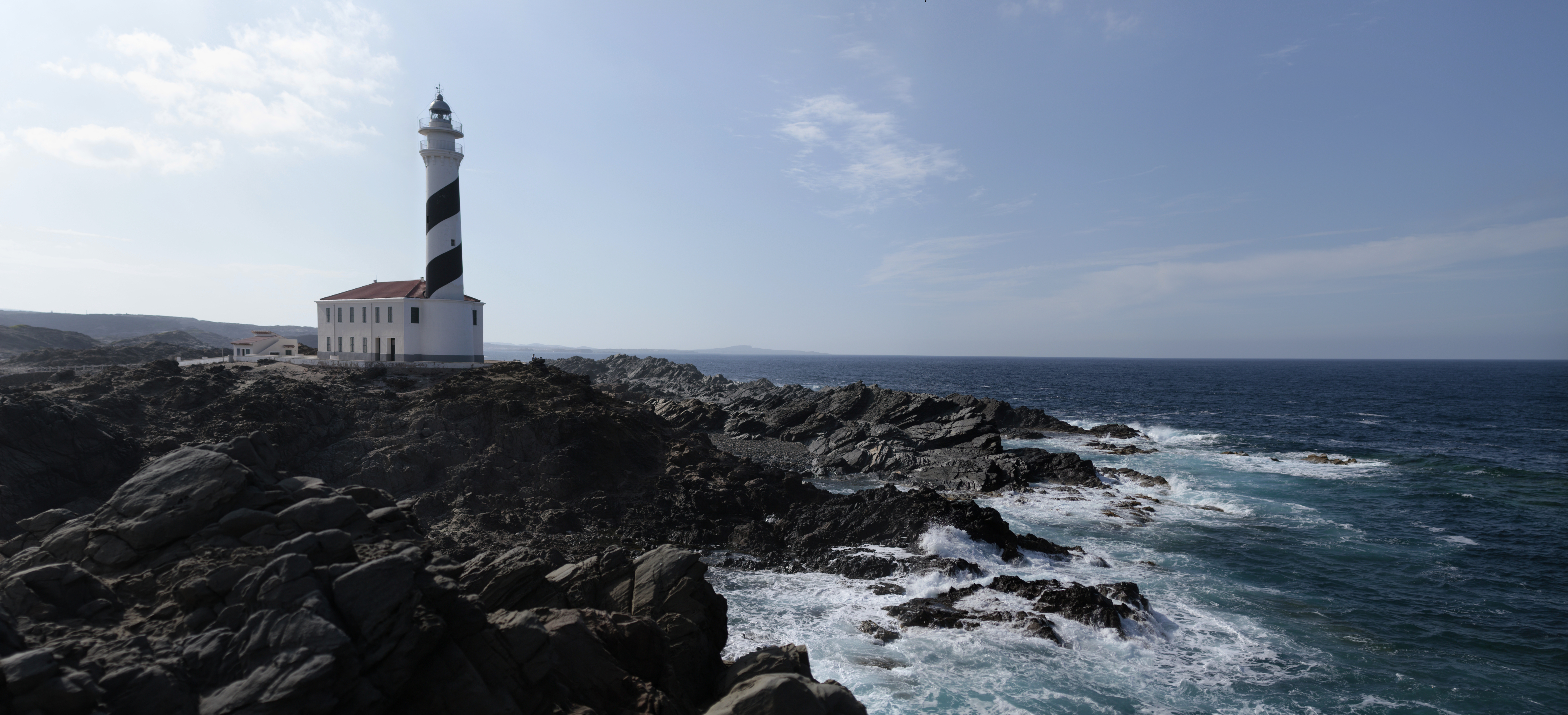
Fyren vid Cap Favàritx inspirerade Pacífic Camps till omslagsmålningen på Nura.

Soldevilas andra album kom 2011. På Nura, utgivet på det baleariska skivbolaget Blau, satte han musik till dikter av den lokala poeten Ponç Pons. Produktionen, med en blandning av symfonirock och vispop, kompletterades med kör och stråkar av ensemblen Violant Menorca. Albumomslaget är en målning föreställande Cap de Faváritx med dess fyr. På den efterföljande turnén syntes Soldevila även på katalanska jazzklubbar.
2014 gavs Soldevilas tredje album ut. På Amoramort fortsatte han textmässigt i de poetiska spåren, och texterna till låtarna kom den här gången från författare som Salvador Espriu, Pere Gomila och Miquel Martí i Pol, liksom från den anonymt skrivna afrikanska dikten "La Lluna sortirà després del Sol" ('Månen kommer fram efter solen'). Teman på albumet innehöll kontraser som ljus och mörker, manligt och kvinnligt, liv och död, och arrangemanget var mer elektriskt än på föregående album. Med insjungningar från albumet vann han första pris vid singer-songwriter-tävlingen i Horta-Guinardó i Barcelona.
Fins demà o la propera metamorfosi, Soldevilas fjärde album, släpptes 2018, denna gång på bolaget Satélite K. Återigen genomfördes konserter bland annat i England; under konsertturnén spelade man in en konsert i Teatre Principal de Maó (i Maó), som 2019 gavs ut som livealbumet Metamorfosi (En directe).
Våren 2020, under pågående coronapandemi, presenterade han den engelskspråkiga singeln "Windows".

## Stil och privat
Soldevila växlar i sin musik mellan vispop och (ofta instrumental) symfonirock, ofta kombinerat med elektroniska pop- och rockarrangemang. Han delar numera sin tid mellan hemön Menorca, Barcelona och Frankrike.

## Diskografi (musikalbum)
- Orígens (Ona Digital, 2008[13])

1. "El saber i la sospita" ('Vetskapen och misstanken') – 11:32
2. "Insulària" ('Öig') – 3:43
3. "Godotus" – 5:09
4. "Suor de calç" ('Kalksvett') – 4:01
5. "Teoria de l'absència" ('Frånvarons teori') – 9:12
6. "L'obscur errant" ('Det irrande mörkret') – 6:09
7. "Crit escrit" ('Skrivet rop') – 15:21

1. "Un cor" ('Ett hjärta') – 3:33
2. "Gran buit" ('Stort tomrum') – 4:49
3. "La Lluna sortirà després del Sol" ('Månen kommer fram efter solen') – 4:16
4. "Mai no està sola" ('Det är aldrig ensamt') – 4:00
5. "Escriu-me" ('Skriv till mig') – 3:23
6. "L'amor" ('Kärleken') – 3:48
7. "Argelers" – 6:48
8. "Únic" ('Unik') – 3:47
9. "A la vora del mar" ('Nere vid havet') – 3:39
10. "Espelmes" ('Stearinljus') – 3:37
11. "Paraules de la mort" ('Dödens ord') – 3:31

1. "No s'enfonsa" ('Fall inte ihop') – 4:16
2. "Dubtes en el vent" ('Tvivel i vinden') – 3:40
3. "El miracle" ('Undret') – 3:46
4. "Insula Mundi" – 4:37
5. "El gir inevitable" ('Den oundvikliga svängen') – 4:07
6. "Dona llegint una carta vora la finestra oberta" ('Kvinna läsande ett kort vid det öppna fönstret') – 3:45
7. "Narcís i el seu mirall" ('Narcís och hans spegel') – 5:26
8. "Mira" ('Titta'), med Cece Giannotti – 4:59
9. "L'hora del caos" ('Kaosets timme') – 5:27
10. "Fins demà" ('Tills i morgon'), med Gemma Humet – 1:59

- Metamorfosi (Satélite K, live, 2019)
- Metaphora (Satélite K, 2021)
- Intimari (Satélite K, 2023)